# Daniela Weitgasser
Daniela Weitgasser (1972) è un'ex sciatrice alpina austriaca.

## Biografia
L'unico risultato della carriera della Weitgasser fu la medaglia di bronzo vinta nella combinata ai Campionati austriaci 1990; non ottenne piazzamenti in Coppa del Mondo né prese parte a rassegne olimpiche o iridate.

## Palmarès

### Campionati austriaci
- 1 medaglia[1]:
  - 1 bronzo (combinata nel 1990)